# Мохаммад аль-Шаар
Мухаммед Ібрагім аль-Шаар — державний і військовий діяч Сирійської Арабської Республіки, з 14 квітня 2011 року — міністр внутрішніх справ Сирії, раніше обіймав посаду начальника військової поліції (?-2011). Генерал-майор.

## Біографія
Народився в 1950 році в місті Аль-Хаффа (провінція Латакія) в сунітськії сім'ї. У 1971 році пішов служити в сирійську армію. Обіймав посаду начальника військової безпеки в Тартусі, а згодом очолив військову поліцію. Командував нею до 2011 року, коли був призначений головою сирійського МВС, змінивши на цьому посту Саїда Мохаммада Саммура. Після початку антиурядових виступів в березні 2011 року сирійські силовики стали жорстоко придушувати масові акції протесту. У зв'язку з цим, 9 травня 2011 року Європейський союз запровадив санкції щодо Шаара, а також 12 інших сирійський політиків.
18 липня 2012 року прогриміли вибухи в штаб-квартирі Національного бюро безпеки в Дамаску. Пізніше сирійські телеканали повідомили, що Шаар вижив, але отримав важкі поранення.